# جولیو کاچاندرا
جولیو کاچاندرا (انگلیسی: Giulio Cacciandra; ۱۵ ژوئیهٔ ۱۸۸۴ – ۲۸ ژانویهٔ ۱۹۷۰) سوارکار اهل ایتالیا بود.